# Mueang Phang Nga
Mueang Phang Nga (em tailandês: อำเภอเมืองพังงา) é um distrito da província de Phangnga, no sul da Tailândia. É um dos 9 distritos que compõem a província. Sua população, de acordo com dados de 2012, era de 41 363 habitantes. Sua área territorial é de 549,552 km².